# Étienne de Conty
 (juillet 2018).
Si vous disposez d'ouvrages ou d'articles de référence ou si vous connaissez des sites web de qualité traitant du thème abordé ici, merci de compléter l'article en donnant les références utiles à sa vérifiabilité et en les liant à la section « Notes et références ».
Étienne de Conty, né à Amiens au milieu du XIVe siècle et mort à Corbie le 5 octobre 1413 fut moine puis official de l'abbaye de Corbie, bienfaiteur du monastère et de sa bibliothèque.

## Biographie

### Famille et formation
Étienne de Conty était issu d'un milieu aisé. Son père Étienne de Conty et sa mère Jeanne de Poix cependant, n'étaient pas nobles, mais son frère, Guillaume de Conty, fut échevin puis mayeur d'Amiens. Étienne de Conty devint moine à Corbie, grâce - entre autres - à ses revenus de prévôt de l'abbaye de Corbie, il put entreprendre des études de droit canon à la faculté de décret de l'université de Paris en 1371. En 1374 il était bachelier puis en mars 1376, licencié et enfin docteur en décret en juin de la même année. Grâce à sa fortune personnelle, il put acheter de nombreux ouvrages de droit canon.

### Official de l'abbaye
De retour à Corbie, il devint official de l'abbaye entre 1377 et 1371 et exerça cet office pratiquement jusqu'à sa mort.
En 1389, Jean de La Goue (ou de La Gove), abbé le Corbie, le choisit pour lui succéder, mais pour ce faire, il fallait obtenir l'accord du pape. Étienne de Conty partit à Avignon plaider sa cause, mais dut s'effacer devant la volonté du roi Charles VI qui voulait que ce fût Raoul de Roye qui devint abbé de Corbie.

### Bienfaiteur de l'abbaye
Étienne de Conty conserva son office d'official et poursuivit l'enrichissement de la bibliothèque de l'abbaye. Il fit transcrire, de 1390 à 1394, par un clerc d'Amiens, Jean Galet, un bréviaire des saints à l'usage de l'église de Corbie. En 1405, il fit rédiger un lectionnaire par Amiot Aubri. En 1411 il fit rédiger par Pierre de Ravine, curé de Villers-Bretonneux, un livre sur les coutumes pour le service du Seigneur pour toute l'année, à l'usage de l'église de Corbie.
Il fit copier et compléta la Chronica Martiniana. Il compléta également d'autres manuscrits comme celui d'une Bible du XIIIe siècle et le Speculum judiciale de Guillaume Durand. 
Il rédigea plusieurs ouvrages comme  Suffragium monachorum seu casus decretorum pertientes ad monachos et un Brevis tractatus.
Il usa de générosité envers l'abbaye en finançant par exemple la réalisation de verrières pour le chœur et les chapelles de l'église abbatiale, la chapelle et la grande salle de l'abbé, la grande infirmerie. Il finança également le pavement du cloître, le pavement et les fenêtres de la salle capitulaire et de la chapelle sainte Bathilde. Il offrit également à l'abbaye des objets liturgiques : chapes de soie, croix de procession, vase d'argent...